# Meltí ?ipá jalá(u)

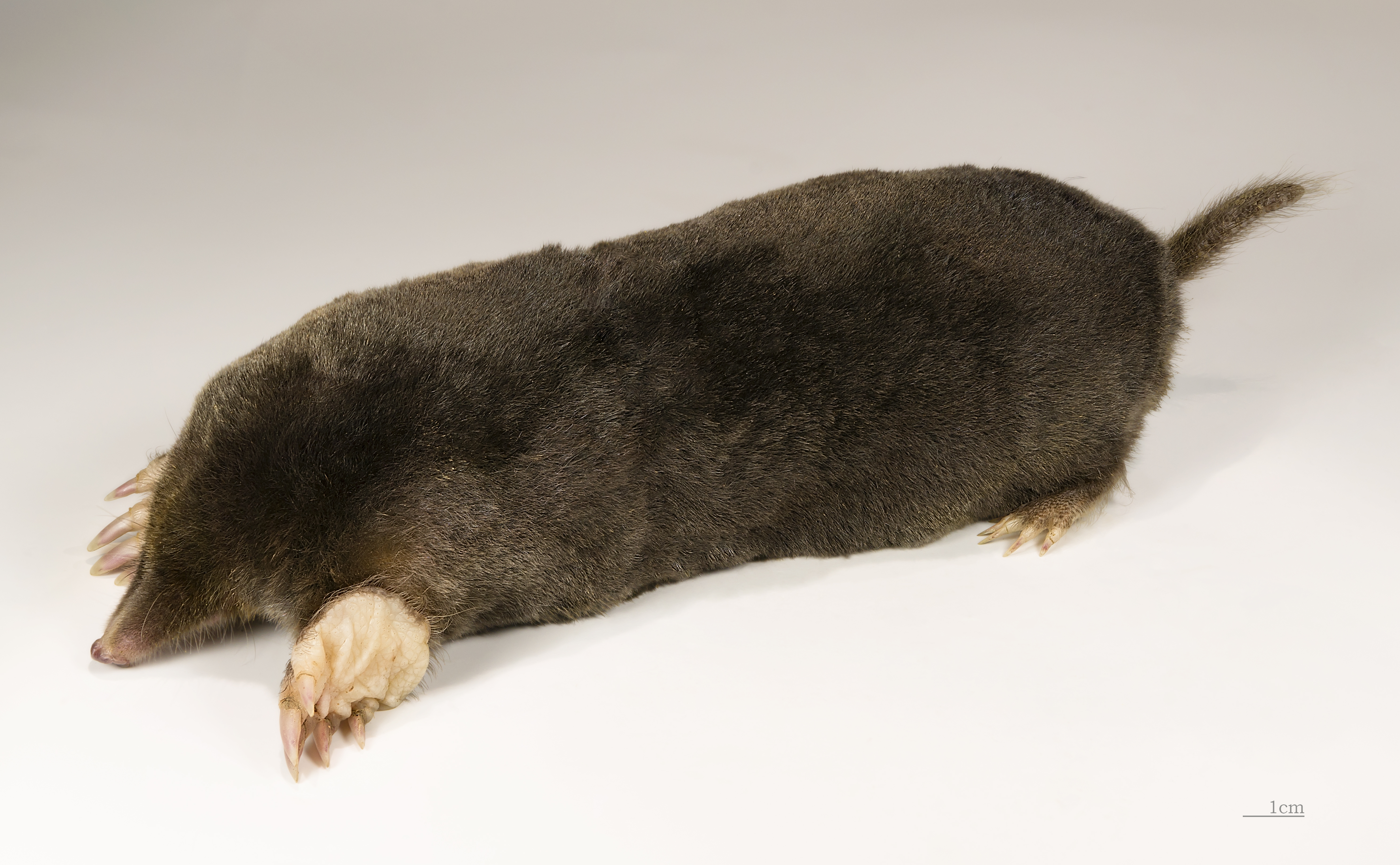
El topo es un disfraz de Meltí ?ipá jalá(u). Bajo esa forma, levantó un bordo alrededor del mundo para que el mar no se desbordara.

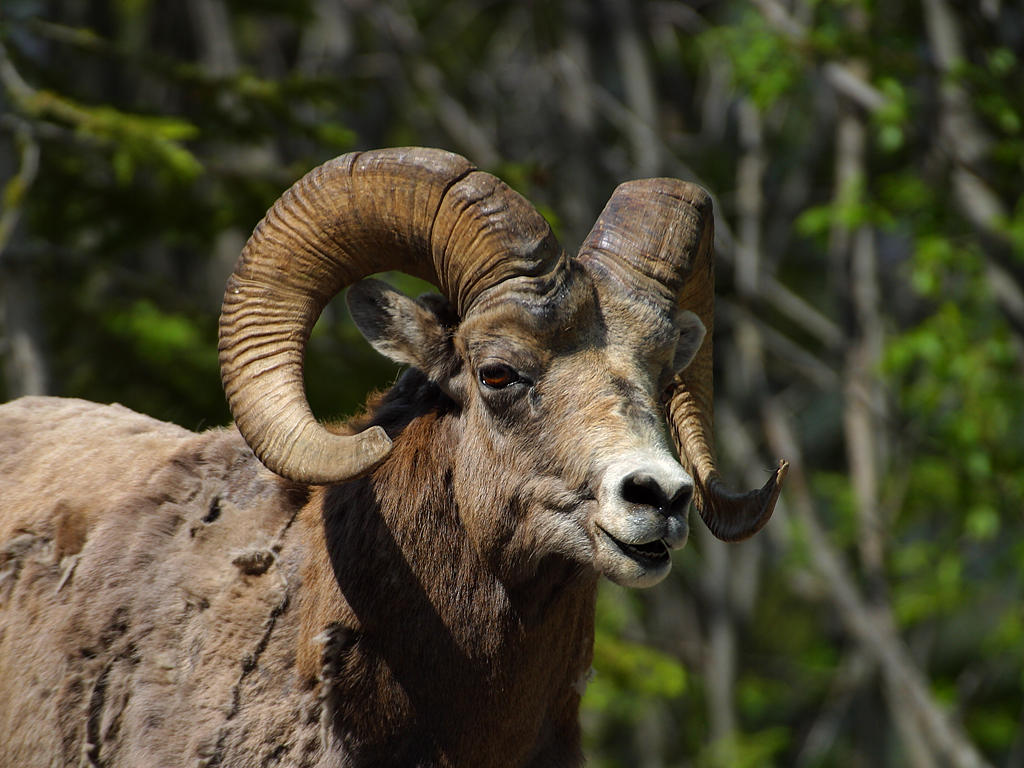
Según el mito kiliwa, Meltí ?ipá jalá(u) colocó a los borregos cimarrones en las cuatro montañas de las esquinas del mundo para que sostuvieran el cielo con su cornamenta.

Meltí ?ipá jalá(u) es la divinidad creadora de la mitología kiliwa. Su nombre significa Coyote-gente-luna. Es una divinidad lunar y principio masculino, y entre otros animales, se encuentra asociado al topo.

## Leyenda
Según los indígenas kiliwa (que habitan en el norte de Baja California, México), Meltí ?ipá jalá(u) llegó del sur al territorio de los kiliwa. En la cosmogonía de este pueblo, el sur está relacionado con la luz y el color amarillo. Se quitó la piel para con ella envolver la tierra, el agua, el viento y el fuego. Luego de arrancarse la piel separó la luz de la oscuridad (Meltí ?ipá jalá(u) era básicamente un ser luminoso, por ello, era amarillo como la región de la que provenía). Cuando la tierra fue separada del agua, la divinidad formó cuatro montañas, en cada una de cuyas cimas colocó un borrego cimarrón (que creó a partir de sus propias pantorrillas), para que sostuviera con sus cuernos el mundo.
Cada montaña estaba asociada con un color y un rumbo del universo. En cada una de ellas, Meltí ?ipá jalá(u) hizo una cuna para colocar en ellas a sus hijos. Con un poco de arcilla que llevó de la casa de su abuela (localizada en el sur), modeló un venado, un pez, una codorniz y un gato. colocó estos animales cada uno en una de las cunas de las montañas. El venado quedó en el sur, el pez en el oeste, la codorniz en el norte y el gato en el oeste. Puesto que los primeros hijos de Meltí ?ipá jalá(u) no se llevaron bien con los cimarrones, modeló otros animales que deberían ser el sustento de sus hijos (a los que se llama kuyak (sagrados) y los cimarrones. En última instancia, los nuevos animales tampoco se pudieron llevar bien con los otros hijos. Según el mito kiliwa, quien resolvió las disputas entre los animales sagrados, los comunes y los borresgos cimarrones fue el topo, que con ayuda de la rata canguro solucionó la inestabilidad del mundo recién creado, cavando un gran túnel alrededor de la tierra contenida por la piel del dios, y levantando de esta manera un bordo que impide el desbordamiento de los mares. 
El acto final en la creación del mundo según el mito kiliwa es la creación de los seres humanos por parte de Meltí ?ipá jalá(u). Con barro rojo traído del sur (de Její Chuwílo, identificado por los kiliwa con el actual emplazamiento de la colonia Francisco R. Serrano, en Baja California), el dios Coyote-gente-luna hizo cuatro muñecos que adquirieron vida luego de haber sido cocidos en una montaña por trece lunaciones. Acto seguido envió a cada uno de ellos a la montaña y cuna correspondiente. Los primeros hombres o padres desafiaron a su creador, y se ayuntaron con los animales sagrados. De esos ayuntamientos nacieron los cuatro clanes de los kiliwa, que tuvieron como tótem uno de los animales sagrados.
Cuando Meltí ?ipá jalá(u) se dio cuenta de que los hombres eran mudos, les enseñó a hablar kiliwa. Luego de otros sucesos menores, el dios Coyote-gente-luna murió de cansancio. Pero como nadie celebró rituales funerarios en su honor (porque según el mito, ningún ser en la tierra los conocía), Meltí ?ipá jalá(u) capturó la oscuridad y dejó que el mundo viviera en la luz perpetua. Algunos animales persuadieron al dios de liberar la oscuridad, a cambio de realizar los ritos funerarios correspondientes. Así lo hicieron, y el Coyote-gente-luna pudo descansar en paz, ascendió al Umá'(i) o wá (casa de los muertos) y se convirtió en la luna.